# Odbor narodnog spasa
Odbora narodnog spasa je bila bosanskohercegovačka organizacija, s ciljem organiziranja naoružavanja Bošnjaka i ostvarivanja što većeg stupnja autonomije za Bosnu i Hercegovinu u Nezavisnoj Državi Hrvatskoj, pa sve do izdvajanja Bosne i Hercegovine iz Nezavisne Države Hrvatske.

## Povijest
Odbor narodnog spasa je osnovan na skupu održanom u Sarajevu 26. kolovoza 1942. godine. Među 48 članova Odbora, pored ostalih, bili su Edhem Mulabdić, Mustafa Softić, Mehmed Handžić, zatim ugledni sarajevski odvjetnici Jusuf Tanović i Zaim Šarac, hfz. Muhamed Pandža, Kasim Dobrača, Derviš Korkut, Asim Musakadić, te Vejsil Bičakčić. Od bivših političara u Odbor su ušli Šefkija Behmen, jedan od prvaka JMO, te Hamdija Karamehmedović, liječnik i jedan od doajena bošnjačke politike. Na čelu Odbora je bio Salih Safvet Bašić, dok je Odbor stvarno vodio Uzeir-aga Hadžihasanović, sarajevski trgovac i bivši senator.
Uzeir-aga Hadžihasanović je tada bio prva ličnost bošnjačke protivustaške politike. Nijemci su držali da on među Bošnjacima važi kao "jedini pravi nasljednik Mehmeda Spahe". U objavi Odbora narodnog spasa se ističe da je njegov zadatak da se bori kako bi se u zemlji uspostavio "red i mir", kroz "zajedničku suradnju cijelog žiteljstva Bosne i Hercegovine, te potpunu slogu muslimana, pravoslavnih i katolika". To je značilo, kako je ocijenila Ustaška nadzorna služba u jednom izvješću od 11. rujna 1942., da Odbor narodnog spasa u stvari traži "autonomiju Bosne".
Odbor narodnog spasa se bavio i prihvatima i smještajem velikog broja bošnjačkih izbjeglica (muhadžira) s područja Podrinja, koji su izbjegli zbog četničkih akcija u toj oblasti.

## Vanjske poveznice
- 26. august 1942. – Formiran Odbor narodnog spasa za "autonomiju Bosne"